# Туризам у Црној Гори
Туризам у Црној Гори представља најважнију привредну делатност ове медитеранске државе.
Туризам је у Црној Гори доживео експанзију почетком 21. века. Велики број инфраструктурних пројеката, насталих као последица овог процеса, представљају предуслов да ова држава постане елитна туристичка дестинација за туристе из целог света. Област туризма у Црној Гори у надлежности је Министарства одрживог развоја и туризма. Претечом модерног хотелијерства на Црногорском приморју сматра се мађарски племић Антал Магјар из Будимпеште, који је 1902. године изградио Пансион на зеленој плажи у Зеленици, касније хотел „Плажа”.
Највећи туристички потенцијал Црне горе представља чињеница да се на малој површини коју ова држава заузима (13.800 km²) могу наћи предели најразличитијих географских и климатских одлика: море и морска обала, језера, планине и планински венци, кањони. Осим тога, бурна историја ове мале државе оставила је за собом непроцењиво благо које се огледа у бројним историјским споменицима који се могу наћи широм земље. Како би се туристи упознали са традицијом и обичајима, током туристичке сезоне организују се бројне манифестације у готово свим црногорским градовима. Туристичку понуду Црне Горе употпуњује и пет националних паркова: Дурмитор, Биоградска гора, Ловћен, Скадарско језеро и Проклетије.
Посебну погодност за развој ове привредне гране у Црној Гори представља добро развијена мрежа путева, релативно добро развијен железнички саобраћај и постојање два међународна аеродрома на малој површини, Тиватски и Подгорички.

## Историја
Зачеци туризма у Црној Гори везују се за Херцегновску ривијеру. Први туристички објекти јављају се у Херцег Новом још у 19. веку и означавају почетак модерног хотелијерства на Црногорском приморју.
У подножју планине Орјен, на 1.009 м надморске висине налази се излетиште Врбањ, до кога се може стићи асфалтним путем, а одатле уређеном планинском стазом и на највиши врх - Велики или Зубачки кабао, на 1.894 м надморске висине. Ова стаза се сматра најстаријом уређеном планинарском стазом у Црној Гори, а саграђена је крајем 19. века, како би се удовољило жељи аустроугарског престолонаследника Рудолфа да се попне на врх Орјена.
Ипак, претечом модерног хотелијерства на Црногорском приморју сматра се мађарски племић Антал Магјар из Будимпеште, који је 1902. године изградио Пансион на зеленој плажи у Зеленици, касније назван „Плажа”.
Овај хотел сматра се и претечом развоја здравственог туризма, по коме је Херцег Нови са околином такође познат. 
Захваљујући благој медитеранској клими, природним факторима, изворима минералне воде и лековитом блату Игало је постало познато лечилиште, а Институт „Др Симо Милошевић“ у Игалу највећа и најпознатија институција за мултидисциплинарно бањско лечење на Медитерану.

## Видови туризма у Црној Гори
Захваљујући прије свега природним лепотама и повољним географским и климатским условима Црна Гора се у релативно кратком времену доказала у односу на конкурентске дестинације у Средоземљу и достигла међународни ниво квалитета услуга. Велики број сунчаних дана у летњим месецима и велика количина снега у зимском периоду одређују два најзаступљенија облика туризма у Црној Гори: 
- приморски, односно летњи туризам и
- планински, односно рекреативни туризам.

Општина Будва са Бечићима, тренутно квалитативно и квантитативно представља најзначајнији центар приморског туризма, а следе Бар и Херцег Нови. Према пројекцијама Министарства одрживог развоја и туризма Црне Горе, Тиват и Улцињ ће се због својих потенцијала у блиској будућности наметнути као примарне дестинације. Потенцијал приморског туризма огледа се и у томе што све већи број инвеститора одлучује да инвестира у изградњу хотела и смештајних јединица у различитим деловима Црне Горе. Један од њих је и Sotheby's International Realty који је отворио канцеларију у луци луксузних јахти и марини Порто Монтенегро.
На планинама постоје услови за све врсте зимских спортова, али и за рекреативни туризам током целе године. Најбоље услове нуде Дурмитор и Бјеласица, али и Проклетије, где постоје сигурни услови за снег 80–90 дана током зимских месеци, на висини око 1.700 м нв.
У Црној Гори све су популарнији и други видови туризма, а првенствено:
- спортско рекреативни туризам[7]
- здравствени туризам,[6]
- културни туризам[8]
- верски туризам,[9]
- крузинг и наутички туризам[10]

Захваљујући географским одликама и пратећи светске трендове почетком 21. века развила се и велика понуда аранжмана који обухватају бављење екстремним спортовима.

## Туристички региони у Црној Гори
Иако је по површини мала земља, са свега 13.800 km², Црну Гору карактеришу пејзажи изразите лепоте и изузетна разноликост климатских, географских и ботаничких, а у културолошком смислу, поједина подручја карактерише спој три културна насљеђа. Према географским и климатским одликама, издвајају три региона: приморски регион, односно Јадранска обала, централни и северни регион, а као туристичка дестинација Црна Гора се може поделити на три туристичка региона и шест кластера, који се међусобно разликују по карактеристикама предела и култура:
Приморски регион
- Стрма, стеновита обала од Луштице до Улциња,
- Улцињ, са најдужом пешчаном плажом јужног Јадрана, Адом Бојаном и Валданосом, као и богатом историјом,
- Бококоторски залив, окружен планинама и јединствен на Медитерану по свом историјском значају и културном наслеђу.

Централни регион
- Престоница Цетиње и Скадарско језеро, су од велике важности као туристичка дестинација како због свог историјског значаја,
- Два национална парка која се налазе на том подручју - Национални парк Ловћен и Национални парк Скадарско језеро,

Северни регион
- Планински предели Бјеласице, Комова, Проклетија, Дурмитора и Сињајевине, са кањоном Таре, где је заступљен планински и верски туризам,
- Три национална парка која се налазе на том подручју - Национални парк Биоградска гора, Национални парк Проклетије и Националним парком Дурмитор, који представљају пожељну туристичку дестинацију и у зимском и у летњем периоду[1][11]

## Приморски регион
Приморски регион чине четири географски и културолошки веома различите целине: обала од Луштице до Улциња, Улцињ са Адом Бојаном и Валданосом, Бококоторски залив јединствен на Медитерану по свом историјском значају и културном наслеђу и у залеђу престоница Цетиње и Скадарско језеро који имају историјски значај, али и два Национална парка која се налазе на том подручју - Национални парк Ловћен и Национални парк Скадарско језеро. Због близине се приморје и планине доживљавају као целина, што се може окарактерисати као главна предност Црногорске туристичке понуде. Клима такође чини један од главних предуслова за успешан развој туризма, а Црна Гора има пријатну летњу климу, сличну Сардинији, Азурној обали или Мајорки, и представља идеалну основу за купалишни, односно летљи.
Црногорска обала протеже се у дужини од 293,5 km, а највећи туристички центри на обали су градови Херцег Нови, Котор, Тиват, Будва, Бар и Улцињ. У залеђу су то Цетиње и Вирпазар .

### Херцегновска ривијера
Први туристички објекти јављају се у Херцег Новом још у 19. веку и означавају почетак модерног хотелијерства како на херцегновској ривијери, тако и на целом Црногорском приморју. Првим модерним хотелом сматра се Пансион на зеленој плажи у Зеленици, који је 1902. године отворио мађарски племић Антал Магјар (Antal Magyar) из Будимпеште. Овај хотел постоји и данас, под именом „Плажа”. Организовани и интензивнији развој туризма на подручју Херцегновске ривијере везује се за 60-те године 20. века, када су и подигнути готово сви данас постојећи модерни и велики хотели у Херцег Новом. Хотел „Плажа” у Зеленици сматра се и претечом развоја здравственог туризма, по коме је Херцег Нови такође познат, а осим њега данас у граду постоји низ објеката намењених здравственој рехабилитацији и опоравку. Најпознатији здравствени комплекс је Институт „Др Симо Милошевић“ у Игалу.
Херцегновска ривијера пружа се у дужини од 25 км, од Њивица до рта Мачак на полуострву Луштица, где се налазе се 62 регистроване, уређене плаже, а од Мељина до Игала, пружа се 6 км дугачко шеталиште Пет Даница.
Осим плажа Херцегновска ривијера пружа и низ културно-историјских споменика, природних атракција и могућности за забаву и рекреацију. Старо градско језгро датира из касног средњег века, а садржи фортификационе, сакралне, стамбене и јавне објекте. Испреплетани стилови изградње сведоче о турској и млетачкој владавини. Архитектура градског језгра препознатљива је по сплету стрмих улица и степеништа која прате каскаде терена. Унутар зидина старог града могу се видети бројне куле, капије и цркве, а у околини града може се посетити неколико манастирских комплекса који потичу из 15. века.
Једно од најатрактивнијих места у околини Херцег Новог је пећина Плава шпиља на полуострву Луштица, затим острво Мамула, на самом улазу у Бококоторски залив, а за љубитеље пешачења у околини Херцег Новог постоји неколико пешачких стаза. У подножју планине Орјен налази се излетиште Врбањ, од кога се може уређеном планинском стазом стићи и на највиши врх - Велики или Зубачки кабао (1.894 мнв). 
У Херцег Новом се одржава велики број манифестација, а неке од најпознатијих су: Празник мимозе, Херцегновски зимски салон, ХАПС (Херцегновске априлске позоришне свечаности), сајам књига Отворена књига, Херцегновски филмски фестивал, Меморијални пливачки маратон „Марио Дидо Марић”, једриличарска регата Куп Херцег Новог, а до 2015. године у овом граду се одржавао и популарни забавно – музички фестивал Сунчане скале, који је 2016. године укинут због финансијских разлога.

### Которска ривијера
Котор се налази у једном од најлепших залива света, а у једно и град богате културно-историјске прошлости. Стари град Котор сврстава се међу најбоље сачуване средњовековне урбане средине типичне за градове настале у периоду од 12. до 14. века, што је овај град уврстило на УНЕСКО-ву листу Светске баштине. У околини Котора драгоцене културно-историјске споменике, неизоставне дестинације током посете Котору, свакако представљају и градићи Рисан и Пераст. Последњих година управо у Боки је почео да се развија и црногорски крузинг туризам, а Котор се годинама налази међу пет најпопуларнијих крузинг лука у источном Медитерану, заједно са Дубровником, Венецијом, Санторинијем и Родосом.
Котор се одликује топлим и сувим летима и благим и влажним зимама. Просечна годишња температура не прелази 15,2 °C. Купалишна сезона траје 144 дана у години, а 213 дана годишње је без ветра.
Број пешчаних, уз неколико каменитих плажа на которској ривијери сведен је на минимум. Најближе уређене плаже налазе се у Тивту, Будванска ривијера удаљена је од Котора 20-ак, а Херцегновска око 35 километара. Насупрот томе, стари град Котор свакако је једна од највећих туристичких атракција у Црној Гори.
Читав град унутар зидина испресецан је уским уличицама и трговима на којима се налазе чувене грађевине. Одбрамбени зид око града грађен је од 9. до 18. века. Његова укупна дужина износи око 4,5 km, ширина је од 2 до 15 метара, а на неким местима бедеми достижу висину и до 20 метара. Главни улаз у град представљају Врата од Мора, а поред њих у град се може ући и кроз северни и јужни улаз Највиши врх зидина налази се на 260 м изнад града и до њега води 1350 степеника. Кроз врата од Мора улази се на Трг од оружја, највећи которски трг и једна од омиљених туристичких локација, јер се на њему налазе многи културно-историјски споменици. Најпознатији храм у Котору, уједно и симбол града, свакако је катедрала Светог Трипуна,, а поред њега ту су још и црква Светог Николе, црква Светог Луке, црква Свете Марије Колеђате, у Котору познатија као црква Свете Озане и многе друге. Неизоставна атракција коју треба видети свакако је и градски торањ на Тргу од оружја, изграђен почетком 17. века, са стубом срама испред њега и сатни механизмом у оквиру грађевине. Унутар зидина налазе се многобројне палате које карактерише романичка и барокна орнаментика, зидне декорације и на којима се могу видети грбови породица по којима су добиле име или којима су припадале. Осим по црквама и палатама тргови старог града Котора познати су и по многобројним кафићима и ресторанима. Од свих градова на Црногорском приморју Котор је по броју кафића на првом месту.
На Которској ривијери свакако су вредни пажње и градићи Прчањ, Столив, Пераст и Рисан, сви удаљени неколико километара од Котора, према југу старим путем према Тивту, и на север, Јадранском магистралом према Херцег Новом.
- Рисан је најстарији град Боке которске. Остаци најстаријих грађевина потичу из 3. века п. н. е. Сачуване су и палате из периода Старог Рима, са скулптурама и мозаицима који су се задржали и до данас и представљају културно благо непроцењиве вредности.[18]

- Пераст је сигурно, један од најатрактивнијих дестинација у Бококоторском заливу и једна од најлуксузнијих дестинација у Црној Гори. Главну атракцију представљају два острвца недалеко од обале Пераста. Једно је природно острво Свети Ђорђе, на коме се налази Бенедиктински манастир из 12. века, а друго Госпа од Шкрпјела, несвакидашње вештачко острво које су, према легенди, створили морнари тако што су вековима бацали камење у море,[25] након што је 22. јула 1452. године на хриди (шкрпјелу) пронађена икона Богородице са дететом. Као спомен на тај дан до данас се задржао обичај ритуалног бацања камења око острва — Фашинада.

У Котору постоји лепо уређен градски парк поред мора, према месту Доброта, уз саму обалу, води уски стари пут дужине око 7 км, идеалан за пешачење, рекреативну вожњу бициклом, па и за џогинг. Смештен у самом подножју планинског ланца, Котор је занимљиво место и за љубитеље пешачења и планинарења. Уређена планинарска стаза води према врху Свети Иван, који се налази изнад града и даље ка превоју Крстац (965 м) на планини Ловћен. У граду се налазе и два базена: затворени, олимпијски и отворени базен у мору, на самом почетку старог пута ка Доброти. У граду постоји и фудбалски стадион, тениски терени и терени за мале спортове, а последњих година оживљава се неоправдано запостављено једриличарство, а у постоји и ронилачки клуб у ком се може изнајмити ронилачка опрема.
Котор током године обилује манифестацијама, како традиционалним какве су карневали, маскенбали, рибарске или верске феште, тако и оним скорашњим, установљеним у циљу привлачења што већег броја туриста и гостију. Најпознатије и најстарије су свакако Которски карневал чија традиција траје од прве половине 16. века и перашка Фашинада, традиционална ритуална процесија чамаца, током које се насипа камење око острва Госпа од Шкршјела. Осим њих у Котору се одржавају и Дани Светог Трипуна, Дани камелије, Фестивал подводног филма, Которске летње феште, Фестивал дјетета, Интернационални фестивал моде, СиРок фестивал, Интернационални летњи карневал, Бокељска ноћ, Међународни сусрети клапа и традиционална прослава Нове године у старом граду.

### Тиват и околина
Тиват као туристичка дестинација деценијама привлачи туристе из целог света. Налази се у средишњем делу Бококоторског залива и одликује се типично медитеранском климом, са благим али кишовитим зимама и ведрим и топлим летима. Средња годишња температура ваздуха је 15 °C, а број дана када је виша од 30 °C је у просеку 115 годишње. Тиватски залив сматра се најсунчанијим делом Боке Которске, са 240 сунчаних дана у години. Просечна температура ваздуха током лета износи 27 °C, а сезона купања траје 180 дана. Салинитет мора код Тивта је 28%. Просечна висина таласа је 0,5 м, док су таласи изнад 2 м веома ретки. На туристички потенцијал Тивта у великој мјери утиче и близина међународног аеродрома, који је од центра града удаљен свега око 2 км.
На тиватској ривијери налази се 17 уређених плажа чија укупна површина износи 31.200 м². Природне плаже су: Опатово, Доња Ластва, Рт Сељаново, Белане, Бонићи, Жупа, Муло око, Острво цвијећа, Каладрово, Свети Марко, Циглана, Плави хоризонти, Крашићи и Облатно. У самом граду постоје и три хотелске плаже, смештене уз саме хотеле. Најпознатија и највећа је плажа Плави хоризонти (или како је мештани још зову – Пржно), са површином од  8.500 м². Ситан песак ове плаже погодан је за лечење реуматских обољења. Плажа Плави хоризонти добила и међународно признање за квалитет „Плава заставица“.
Околина Тивта је у време СФРЈ представљала веома посећену туристичку дестинацију. Ту су се, на Михољској Превлаци и острву Свети Марко налазила ексклузивна одмаралишта: војно одмаралиште “Острво цвијећа” и чувени француски “Клуб Медитеране”. Оба ова одмаралишта после распада СФРЈ напуштена су и запуштена. После ратова 90-их година 20. века у бившој Југославији високи туризам поново се вратио у Тиват. У самом центру града изграђена је луксузна марина са хотелским комплексом Порто Монтенегро, а на полуострву Луштица 2013. године почела је изградња новог туристичког комплекса Луштица Беј.
Посебну атракцију представља Специјални резерват природе „Солила”, јединствени природни резерват птица који се налази на месту бивше солане, између аеродрома Тиват и полуострва Луштица,
Као и сви медитерански градови и Тиват обилује културно-историјским споменицима, а посебно су интересантне цркве и манастири на острвима и у околним селима. Тиватска села су још увек насељена и остала су прилично аутентична.
Од 2018. године у Тивту се организује Међународни карневал, на ком учествује више од 20 карневалских група из Црне Горе, бивших југословенских република и Европе, а на другом фестивалу гостовала је и бразилска карневалска група Brazil Bahia Show из Бразила. То је био први пут да се на неком карневалу у Црној Гори појављује једна бразилска карневалска група. Овим карневалом Тиват је постао један од чланова Федерације европских карневалских градова (FECC) и пети црногорски карневалски град, члан ове највеће светске организације карневалских градова.

### Будванска ривијера
Будванска ривијера се простире у дужини од 25 км и заузима средишњи део Црногорског приморја. Одликује се типичном медитеранском климом са благим, али кишовитим зимама и дугим топлим летима. Дуж ривијере нанизано је 17 мањих и већих пешчаних плажа, почев од Јаза на северу до Буљарица на југу. Седиште ривијере је Будва, једно од најстаријих насеља на Јадрану. Будвански Стари град се помиње у писаним изворима још у 5. веку пре нове ере. Поред Будве ривијеру чини четрдесетак насеља међу којима су најпознатији Бечићи, острво Свети Стефан, Буљарице, Петровац, Милочер, Пржно, Острво Свети Никола и друга... Мноштво увала, плажа, острва, као и планински масив Ловћена привлаче велики број туриста. Уз све ово, последњих деценија изграђени су бројни хотели и приватни апартмани који задовољавају највише стандарде у области хотелијерства, а богати забавни, музички и излетнички програми су позиционирали Будву на веома високо место пожељних туристичких дестинација.
Водећи светски туристички водич Лоунли Планет (енгл. Lonely Planet) 2015. године прогласио је будванску плажу Јаз најбољом европском плажом. Иако је деценијама ово популарна плажа за сунчање и камповање и једна од дужих плажа у Црној Гори, међународни углед стекла је као домаћин бројних концерата и музичких фестивала почетком 21. века. На Јазу се од 2014. до 2017. године одржавао већ регионално познати Си Денс фестивал, који је одмах након првог издања службено проглашен за најбољи европски фестивал средње величине (енгл. Best Medium-Sized Festival) на церемонији доделе награда European Festival Awards, одржаној у Гронингену у јануару 2015. године. Фестивал се од 2018. одржава на плажи Буљарице. Осим ове дуж будванске ривијере одржава се и низ других манифестација, а најпознатије су позоришни фестивал Град театар Будва и највећи музички фестивал на јужном Јадрану, Пјесма Медитерана.

### Улцињска ривијера
Улцињска ривијера својим положајем заузима крајњи јужни део Јадранског мора. Обала је дуга око 33 км, од чега пешчане плаже заузимају 18 км. Клима је веома повољна, а песак на плажама, блата и минералне сумпорне воде чувени су по својој лековитости. Осим тога Улцињску ривијеру краси бујна вегетација, 88.000 стабала маслине и 6.000 ха обрадивог земљишта, што заједно са бескрајно дугим плажама чини основу економско-туристичког потенцијала за развој свих врста туризма (елитни, наутички, здравствени), као и пољопривреде као компаративне гране.
Дуж улцињске ривијере налазе се већа места и градови Чањ, Сутоморе, Шушањ, Бар и Улцињ. Источним делом Улциња протиче река Бојана, која воденим путем спаја Улцињ са Албанијом. Улцињску обалу краси 18-так увалица у стеновитом делу, полуострва Марјан и Мандра и чувене плаже Валданос и Мала и Велика плажа. Улцињске плаже спадају у најосунчаније на Јадранској обали. Посебну атракцију представљају природни резерват Ада Бојана и резерват природе Улцињска солана, познати орнитолошки центар.

## Централни регион
Централни туристички регион Црне горе чине област око градова Подгорица, Даниловград, Никшић и Цетиње. У овом региону налазе се и два од пет националних паркова, колико их укупно има Црна Гора - Национални парк Скадарско језеро и Национални парк Ловћен.

### Подгорица
Подгорица је главни град и центар свих дешавања. До планине и мора аутомобилом се стиже за око сат времена, а до Скадарског језера за пола сата. Иако лежи на пет река, лети је један од најтоплијих градова Европе. Познат је по богатом ноћном животу. Дух Оријента провејава у Старој Вароши, која се утапа у урбани центар. У Подгорици и непосредној околини налазе се археолошко налазиште древног римског града Дукља (Доклеа, lat. Dioclea), околна села, Музеј Марка Миљанова у Кучима, Куслеова кућа, Саборни храм Христовог вазнесења, а посебну атракцију представља панорамска рута Круг око Корита. Пут је погодан и за бициклисте. Дуг је 65 км, а протеже се рутом Подгорица – Медун – Кучка Корита – Затријебач – Фундина – Подгорица. овим путем може се доћи и до два ледничка језера, Букумирског и Рикавачког.

### Цетиње
Цетиње је престоница Црне Горе и град црногорске историје и некадашњи престони град владарске породице Петровић Његош. У њему се налазе бројни музеји, манастири у којима се чувају бројне хришћанске реликвије, уметничке академије - Музичка академија, Факултет ликовних уметности и Факултет драмских умјетности, некадашња дипломатска представништва и многи културно-историјски споменици. Омиљена излетишта Цетињана су Ријека Црнојевића и село Његуши, чувено по производњи његушког сира и његушког пршута.
Једна од туристичких атракција овог краја свакако је и стари пут Цетиње-Његуши-Котор, познат и као Которске канице, први колски пут направљен у Црној Гори. Траса овог пута једним делом пролази кроз Национални парк Ловћен, а савладава успона уз падине Ловћена од 1 до скоро 1000 метара надморске висине. Овако велики успон савладан је уз помоћ 25 серпентина од 180º (каница), од којих ни једна не прелази стрмину већу од 8%. У новије време пут је асфалтиран, на појединим местима направљена су проширења ради лакшег мимоилажења, али је у основи остао скоро идентичан првој изграђеној варијанти, посебно деоница од Котора до некадашње границе на 13. серпентини.

### Национални парк Ловћен
Национални парк Ловћен обухвата централни и највиши део планине Ловћен, која је за Црногорце симбол слободе и „свети олтар”. Парк обухвата површину од 6.400 ха. Најнижа тачка је раскршће путева у месту Крстац, која се налази на 927 м нв), а највиша врх Штировник на 1.749 м нв који је и највиши врх планине Ловћен. До парка се стиже путем од Цетиња, од ког је Национални парк удаљен око 20 км. Ловћен је познат по видиковцима с којих се поглед пружа на све стране – ка мору, Скадарском језеру и високим планинама на северу.
На Језерском врху подигнут је маузолеј Петру Другом Петровићу Његошу, владици, песнику и владару Црне Горе (1813—1851). Круна посете Националном парку је успињање до маузолеја, уз 461 степеник.
Већина сакралних објеката и занимљивог етнографског материјала на Ловћену, концентрисана је на подручју Иванових корита и села Његуши. Ловћенска област позната је, осим по сиру и пршуту и по древном пићу старих Словена – медовини. Ловћенска села одликују се аутентичном народном архитектуром, катунима, односно летњим насеобинама сточара, старим каменим кућама са крововима од резане сламе или плочастог кречњака и сеоским гувнима, местима на којима су се одржавали народни скупови. Десетине сеоских црквица, карактеристичне типске градитељске форме, препознатљиве по звонику „на преслицу” (форма подсећа на преслицу) употпуњују ловћенске пејзаже.
Најпознатија манифестација која се одржава на простору Националног парка је Брдско-брзинска ауто-трка „Ловћен”, која се одржава 13. јула, на Дан државности Црне Горе. Током различитих манифестација у парку се служи традиционални црногорски специјалитет, приганице са медом.

### Национални парк Скадарско језеро
Скадарско језеро је највеће језеро у Црној Гори и на Балканском полуострву, површине 369,7 км², од чега Црној Гори припада 221,8, а Албанији 147,9 km². Површина језера варира зависно од водостаја, од 370 до 530 km². Због географског положаја и одлика субмедитеранске климе, зими је једно од најзначајнијих боравишта птица мочварица у Европи. На језеру борави око 280 врста птица, а редак примерак кудравог пеликана заштитни је знак Националног парка.
Оно што Скадарско језеро чини јединственим и познатим у свету јесу његова флора и фауна, односно богатство биљног и животињског света. Флору Скадарског језера карактерише присуство бројних медитеранских и континенталних врста. На овом подручју расте више од 25 ретких и ендемских врста, а неке од њих су скадарски дуб (Quercus robur scutariensis) и водени кестен (Trapa natans scutariensis). Велике површине језера покривене су белим (Nymphea alba) и жутим локвањем (-{Nuphar luteum), а приобални део језера прекривен је трском (Phragmites australis). Управо ова трска је повољни чинилац за насељавање бројних врста птица. Од посебно атрактивних и специфичних биљке на простору Скадарског језера, издвајају се ендемичне врсте: коцкавица (Fritilaria gracilis), далматински шафран (Crocus dalmaticus), звончић (Edraianthus tenuifolius), српска рамонда – (Ramondia serbica Panc.), и заштићене врсте орхидеја из рода каћуна (Ophrys). Према најновијим истраживањима, у Скадарском језеру живи чак 930 врста алги, од којих 135 ретких. На територији Скадарског језера расту и бројне шумске заједнице чија се разноврсност може приписати климатским, хидрографским, геолошким, и бројним другим специфичностима.
У Скадарском језеру живи 50 врста риба од којих су аутохтоне крап и укљева и ово језеро представља највећи језерски резерват у Европи. У водама које припадају Националном парку Скадарско језеро живи 39 врста риба од којих су најпознатије: укљева (Alburnus alburnus alborella), крап (Cyprinus carpio), јегуља (Anguilla anguilla), ципол (Mugil cephalus), скакавица (Lisa ramanda) и бројне друге. Језеро повремено настањују змија белоушка (Natrix natrix), барска корњача (Emys orbicularis), блавор (Ophisaurus apodus) и други гмизавци и водоземци. Скадарско језеро такође представља станиште и за 280 врста птица од којих су неке на листи угрожених врста. Током пролећне миграције број водених птица на језеру је изузетно велик. На језеру се налазе бројни торњеви и платформе за посматрање птица, постављене на 5 орнитолошких резервата: Манастирској тапији, Грможуру, Омеровој горици, Црном жару и Панчевом оку. Неке од ових врста стално настањују предео око језера, а за неке је привремено одмориште током миграције из средње и северне Европе ка Африци. Неке од птица које су стално присутне на Скадарском језеру су: дивља патка (Анас платyрхyнцхос), гњурац (Гавиа имме), планински орао (Хиерааетус фасциатус), патуљасти орао (Хиераатус пеннатус) и бројне друге, а међу селицама су и пеликан (Далматиан пелицан Пелецанус цриспус) и корморан (Пyгмy цорморант Пхалацроцораx пyгмеус).
Кроз историју овај је простор био стециште разних цивилизација које су оставиле снажан печат у богатом културно-историјском наслеђу скадарског басена. На острвима Скадарског језера налази се велики број средњовековних утврђења, цркава и манастира. Најстарији острвски манастир - Старчево, основао је у 15. веку испосник старац Макарије, по коме је острво касније названо Старчева горица. На обали језера су и два градића, стара урбана језгра специфичне архитектуре, од великог значаја за развој црногорске државе - Вирпазар и Ријека Црнојевића.
Језеро има и низ плажа, међу којима се издвајају оне у селу Мурићи, атрактивне готово колико и приморске плаже. Места око језера су препознатљива по ресторанима у којима се служе традиционални специјалитети. Јужно залеђе језера, Црмница, познато је по најбољем вину у Црној Гори, а гастрономски језерски специјалитет је димљени крап. Осим плажа на језеру се нуде и други туристички програми, међу којима су туре бродовима по језеру, и посматрање птица, обилазак културно историјских споменика, пешачке туре, вожња бициклом, спортски риболов и школа једрења на дасци.
У местима око језера организује се низ културно-забавних манифестација. Најпознатије су традиционална манифестација Дан Скадарског језера, спортско-риболовно такмичење Трофеј Скадарско језеро, Црмничке спортске игре у Вирпазару. Дан екологије, туризма, културе и спорта одржава се током љета у више места на Скадарском језеру (Плавница, Мурићи, Ријека Црнојевића, Жабљак Црнојевића). У Плавници се сваке године у јуну организује едукативно-промотивна гастрономска манифестација Дан крапа, током које се промовишу природна богатства Скадарског језера и специјалитети локалне кухиње.

## Северни регион
Основу туризма северног региона Црне Горе чине природне лепоте планинских масива, који су вероватно и прва асоцијација при помисли на ову медитеранску државу. У овом региону налазе се три национална парка, Дурмитор, Биоградска гора и Проклетије, непрегледна пространства Сињајевине, дубоки кањони Таре, Пиве, Комарнице која пролази кроз чувени кањон Невидио и бројна планинска језера, од којих су најпознатија Црно, Капетаново, Змиње, Трновачко, Забојско, Биоградско и Пешића језеро.
Важан вид туризма, специфичан за овај регион је верски туризам. Црна Гора је једна од најпосјећенијих верских дестинација у региону. Ту су манастири, цркве, џамије, катедрале и свакако најпосећенији Манастир Острог.
Северни регион обухвата градове Андријевица, Беране, Жабљак, Бијело Поље, Колашин, Мојковац, Петњица, Плав, Плужине, Пљевља, Рожаје и Шавник.

### Национални парк Дурмитор
Национални парк Дурмитор простире се на површини од 39.000 ха, на територији пет црногорских општина: Жабљак, Шавник, Плужине, Мојковац и Пљевља. Највећи врх планине Дурмитор је Боботов кук, са 2.525 м нв. На територији Националног парка, на преко 1.500 метара надморске висине, налази се 18 ледничких језера, које у овим крајевима називају „горске очи”. Највеће и најлепше је Црно језеро, које је име добило због одраза у води четинарске шуме која га окружује. Читавом пејзажом доминира горостасни врх Међед који се издиже изнад језера.
Седиште парка је град Жабљак, највећи зимски туристички центар у Црној Гори, са значајним смештајним капацитетима у хотелима и домаћој радиности, инфраструктуром за зимске спортове и услужним делатностима у области туризма и планинарства.
У зони Националног парка постоје бројне могућности за бављење различитим спортовима током целе године:
- Зимски спортови: љубитељи зимских спортова на Дурмитору могу наћи бројне забавне активности. Осим ски центара и скијашких стаза, прилагођених како искусним скијашима тако и почетницима, посетиоци се могу опробати и у нордијском скијању и ходању на крпљама.[67]
- Планинарење: планинарске стазе су маркиране и постоји организована планинарска водичка служба.
- Бициклизам: бројни вијугави планински путеви, стазе и off-road планинске стазе пружају могућност путног и брдског бициклизма.
- Рафтинг и кајакинг: рафтинг туре су на реци Тари почеле да се организују већ половином 90-их година 20. века. Данас се организују једнодневне и вишедневне туре, а близини чувеног Моста на Ђурђевића Тари изграђено је и неколико рафтинг-кампова.[68]
- Кањонинг: пролазак кроз кањон Невидио једна је од најатрактивнијих туристичких понуда Црне Горе.
- Мушичарење: посебно је атрактивно у зимском периоду, када се лови младица (лат. Hucho hucho), брза слатководна риба из породице пастрмки, типични становник реке Таре која је под заштитом Унеска и коју становници са поносом зову „Суза Европе”.[69]
- Јахање: јахачке туре пролазе кроз пределе који су дом за многе врсте дивљих коња које живе на Дурмитору.[70]
- Спортско пењање: Унутар Националног парка Дурмитор може се упражњавати спортско пењање на на природним стенама Пирлитора на ивици кањона Таре удаљеног 11 км од Жабљака. На том локалитету постоје два зида са смеровима погодним и за почетнике и за искусне пењаче. На Увитој греди, на потезу Седло-Боботов кук, налази се локалитет „Виа Ферата”. Успон износи око 200м, а забаван је како за искусне планинаре, тако и за све љубитеље авантуре и природе.
- Зиплајнинг: на Дурмитору се одвија у близини Моста на Ћутћевића Тари.
- Џип сафари: у понуди је више варијанти џип сафари тура по најлепшим пределима Националног парка Дурмитор. Једна од најатрактивнијих и најтраженијих је тура „Дурмиторски прстен”.
- АТВ туре квадовима: туре са водичима се возе трасом кроз нетакнуту природу. Тура траје око 1 сат у оквиру које се прелази око 14 км.[71]

Дурмиторско подручје има и богато културно-историјско наслеђе, где су се континуирано смењивали утицаји различитих култура. Зато је овај крај богат великим бројем камених мостова, некропола са стећцима, древних утврђења, цркви и манастира које је такође могуће обићи у пратњи туристичких водича. Најатрактивније дестинације су:
- Црно језеро
- Кањон реке Таре са мостом на Ђурђевића Тари и видиковцем Ћуревац
- Боботов кук, највиши врх Дурмитора, са надморском висином од 2.523 м
- Ледена пећина, дужине 2.160 м, са сталактитима и сталагмитима
- Савин кук са надморском висином од 2.313 м, са жичаром и панорамским видиковцем
- Змиње језеро са извориштем врела „Млински поток”
- Велико и мало Шкрчко језеро, на надморској висини од 1.686 м
- Ски центри Савин кук и Јаворовача
- Стећци (грчко гробље) - богумилски надгробни споменици код Вражијег и Рибљег језера
- Панорамски видиковац Штуоц
- Дурмиторски прстен, односно круг око целог Дурмитора, кроз планински масив, дуг 85 км[72]

Током лета, нарочито у јул и августу, Жабљак је домаћин великог броја фестивала и манифестација промотивног карактера, веома посећених од стране туриста:
- Дани планинског цвећа (прва половина јула),
- Међународни филмски фестивал (почетак августа),
- Дани дурмиторске здраве хране (средина августа).[72]

На територији Националног парка Дурмитор од почетка 21. века све више се развија и сеоски туризам. на територији свих општина чије су територије део парка отварају се етно-села која нуде смештај у аутентичним и савремено опремљеним брвнарама, као и аутентичну кухињу дурмиторског краја.
Традиционални гастрономски специјалитети овог краја су скоруп (кајмак), качамак, цицвара, јагњетине и кромпир испод сача и овчије кисело млеко. Широм Црне Горе посебним специјалитетима такође се сматрају и пљеваљски лиснати сир и тврди сир прљо, јединствен по свом мирису и укусу, који се производи у мешини.

### Национални парк Биоградска гора
Национални парк Биоградска гора налази се у близини магистралног пута Подгорица-Београд, између Мојковца и Колашина. Подручје је под заштитом државе од 1878. године, када су локална братства и племена поклонила ово подручје тадашњем господару Црне Горе књазу Николи, који је овај бисер природе прогласио за „књажев забран”. Централно место у парку заузима Биоградско језеро. Налази се на висини од 1.094 метра, у срцу прашуме. Највеће је и најпознатије у низу ледничких језера на подручју парка. Познато је излетиште, са уређеним паркинг простором, рестораном, бунгаловима, осветљеним шетачким стазама и кампинг простором. У летњим месецима привлачи велики број туриста, поготово транзитних, који се на путу према мору овде заустављају.
У парку има 26 биљних заједница са око 2.000 врста и подврста. Евидентирано је више од 200 врста птица, међу којима и орао крсташ. Фауну чине јелени, срне, дивокозе, вукови, дивље свиње, лисице, зечеви, а простор Националног парка је станиште за више од 350 врста инсеката.
Простор Националног парка и Биоградског језера познат је и по археолошким локалитетима, сакралним споменицима и народном градитељству - брвнарама, кулама, воденицама итд. Парк располаже Центром за посетиоце, који се налази на самој обали језера. Опремљен је интерактивном презентацијом и експонатима који представљају природне и културне вредности парка.
- Биоградско језеро
- Едукативне табле
- Пешачка стаза
- Бициклистичка стаза
- Док и туристички чамци

### Национални парк Проклетије
Национални парк Проклетије налази се на североистоку Црне Горе, на самој граници са Албанијом. Простире се на 16.630 ха, док површина резервата Хридског језера и Волушнице износи 1.052 хектара. Један је од најмлађих националних паркова у динарском пределу. Службено је именован националним парком 2009. године. Од главног града Подгорице парк је удаљен око 200 км и повезан магистралним путем. Као један од највећих планинских венаца на Балкану има преко 50 врхова на надморској висини изнад 2.000 м и чак 20 врхова изнад 2.500 метара. Највиши врх, Маја Језерце, налази се на албанској страни Проклетија, на надморској висини од 2.694 м, док је највиши врх у Црној Гори Зла Колата, на висини од 2.534 м. Ово је уједно и највиша тачка Црне Горе. Због своје дивљине, неприступачности и лепоте Проклетије постају омиљена дестинација за планинаре и алпинисте. Због захтевних врхова за освајање, Проклетије често служе за последње припреме планинара и алпиниста за највеће европске и светске врхове.
Доминантна карактеристика подручја Проклетија је богатство и разноврсност флоре и фауне, тако да ово подручје представља један од центара високопланинског диверзитета Балкана. Овај национални парк богат је већим и мањим водотоцима, врелима и изворима питке и минералне воде, рекама, подземним изданима. Међу језерима својом лепотом издвајају се Хридско, Виситорско, Ропојанско, Татаријско, Бјелајско, језерце на Везировој Бради, језерце на Трескавцу и Кољиндарско језеро. Хридско језеро, површине од око 35.000 м² на висини од 1.970 м, спада у највише, а по многима и најлепше језеро у Црној Гори, а својом лепотом издваја се и Виситорско језеро на 1.820 м нв, са травнатим пловећим острвом – спрудом по средини, који је у прошлости чобанима служио као природно склониште за стоку од планинских звери. Рељеф Проклетија је разуђен, са бројним висовима, клисурама, стрмим падинама, речним долинама алпског типа и другим природним феноменима. Специфичност овог Националног парка чини и преко 1.700 врста биљака, што представља половину флоре Црне Горе, или нешто око петину укупне балканске флоре. Проклетије су богате шумама. Скоро половина шумског богатства има прашумски карактер. На овом подручју живе: зец, вук, мрки медвед, рис, дивља свиња, дивокоза, срна и 161 забележена врста птица.

### Манастир Острог
Манастир Острог налази се у близини модерне магистрале Подгорица-Никшић, од које се, код места Богетић, одваја пут до самог манастира. Манастир је саграђен на планинској литици и представља јединствени културно-историјски споменик. Најпосјећенији на дан Светог Василија Острошког, 12. маја, када га походе реке ходочасника из целог региона. Овог свеца поштују и хришћани и муслимани, због многобројних сведочења о његовим исцељујућим моћима.

## Спортско рекреативни туризам у Црној Гори
Спортско-рекреативни туризам у Црној Гори још увек је у развоју, али Црна Гора са природним потенцијалима има све предуслове за развој овог вида туризма. Спортски објекти у Црној Гори представљају значајан спортски грађевински фонд који чини 20 спортских дворана, 50 стадиона, 79 отворених спортских полигона, 14 базена од чега 5 затворених и 9 отворених, 66 тениских терена и 7 атлетских стаза са пратећим атлетским борилиштима. Са природним лепотама и сунчаним временом током скоро целе године, територијална област Црне Горе има великих потенцијала за развој различитих облика спортско-рекреативног туризма у природном окружењу. На малој раздаљини и у кратком временском периоду пружа се могућност преласка из приобалног подручја у регија високих планинских масива. Туристи се тако у истом дану могу купати на мору, а затим сплаварити на реци или планинарити.
У туристичкој понуди Црне Горе налазе се следећи спортско-рекреативни садржаји и активности:
- Риболов
- Рафтинг
- Крстарење
- Кануинг
- Јахтинг
- Једрење
- Кајакинг
- Роњење
- Алпинизам
- Спортско пењање
- Спелеологија
- Ски спортови и ски центри
- Пешачке стазе
- Стазе за шетњу
- Хајкинг и трекинг
- Бициклизам
- Ваздухопловство
- Параглајдинг
- Летење змајем и виндсурфинг
- Летење балоном
- Зиплајн
- Јахање
- Оф роад
- Фото сафари
- Посматрање птица
- Излетишта
- Авантуристички и забавни паркови
- Спортски центри, клубови и терени
- Базени
- Фитнес и Спа центри
- Школе скијања
- Школе спортова
- Изнајмљивање спортске опреме

У приморском региону најзаступљенији садржаји су роњење и риболов, док су у северном региону најзаступљенији планинарење и пешачење.
- Кула за посматрање птица на Солилима
- Риболов на Плажи Могрен
- Параглајдинг на Ади Бојани
- Бициклистичка стаза на Биоградској гори
- Педалине у туристичком комплексу Плавница
- Чамци и кануи на Црном језеру

## Здравствени туризам у Црној Гори
Здравствени туризам у Црној Гори развија се у три правца: лечилишни, велнес и спа туризам. Предности Црне Горе, које је чине потенцијалном дестинацијом за развој здравственог туризма су 
- велика природна разноликост на малом простору и могућност боравка на плажи и планинама у једном дану,
- квалификован кадар,
- сигурна дестинација,
- ниже цене услуга у односу на конкурентске земље чланице Европске уније,
- разлика у надморској висини,
- очувана средина, ваздух и вода,
- велики број природних атракција (плаже, кањони, пећине, планине) и манифестација,
- аутентична, традиционална кухиња,
- пет националних паркова који заузимају више од 10% територије Црне Горе,
- богато културно-историјско и религијско наслеђе.[82]

### Игало
Захваљујући благој медитеранској клими, природним факторима, изворима минералне воде „Игаљка” и лековитом блату Игало је постало познато лечилиште. Институт Игало је највећа и најпознатија институција за мултидисциплинарно бањско лечење на Медитерану. Зачетник је модерне физикалне и превентивне медицине, рехабилитације, таласотерапије и велнеса и постао је један од главних међународних центара за рехабилитацију деце, одраслих и старих особа.
Природна богатства која су омогућила да Игало постане центар здравственог туризма не само у Црној Гори, већ и у региону, су минерална вода и лековито блато. Близу ушћа реке Суторине у море, уз саму морску обалу, налази се више извора минералне воде. Према немачкој класификацији, игалска минерална вода спада у групу натријум-хлоридних вода. У свом саставу вода има највише натријум-хлорида, хидрокарбоната, сулфата, калцијума, магнезијума и других састојака и може се користити код разних обољења. Лековито морско блато је највећи потенцијал Игала. Захваљујући овом природном богатству Игало се развило у највеће пелоидно лечилиште у некадашњој бившој Југославији и једно је од највећих у Европи. Терапијска примена овог љековитог блата је доста широка а базира се на његовим основним карактеристикама.
Најпознатије установе у Игалу које представљају потенцијал за здравствени туризам су здравствени комплекс Институт „Др Симо Милошевић”, Хотел Центар „Игало” и Медитерански Здравствени Центар „Игало Спа”.

### Остале значајне институције
- Основна болница у Мељинама (Општина Херцег Нови),[82]
- Специјална болница „Брезовик” (Брезовик, Општина Никшић), референтна установа у Црној Гори у области пулмологије. Основана је 1951. године превасходно за лечење пацијената оболелих од туберкулозе, а данас је специјализована, савремено опремљена здравствена установа, која испуњава све стандарде дијагностике и лечења пацијената са проблемима плућне етиологије.[84]
- Институт „Врмац” у Прчању, граду 8 км удаљеном од Котора, који је проглашен за природно климатско лечилиште одлуком краљевске владе 1920. године. Испарења етеричних материја медитеранске вегетације, помешана са испарењима морске воде обогаћују атмосферу минералима и јонима чије је позитивно дејство на респираторни систем медицински потврђено. Морска вода у заливу је сврстана у I и II категорију чистоће. Средња годишња температура ваздуха у Прчњу износи 15,2 °C. Институт се налази између Прчања и Столива, на самој обали мора, у подножју брда Врмац. Удаљен је 12 км од Аеродрома Тиват, а 4 км од трајекта Лепетани-Каменари. На 10 м од института пружа се 1 км дугачка плажа. Институт "Врмац" је установа здравствено-туристичког карактера. У оквиру института постоји медицински програм, дијагностика и терапије.[83]

## Културни туризам у Црној Гори
Цела Црна Гора је повољно тле за културни туризам, који поред материјалне баштине обухвата и нематеријално и природно наслеђе. Црна Гора је још 1948. године донела Закон о заштити културне и природне баштине. У неким регионима је више, а у другима мање развијен овај вид туризма, али је пример града у коме је културни туризам у потпуности развијен једино Котор. Велики број крузера који обилазе Медитеран свраћа у овај град искључиво ради посете културних добара. Котор се годинама налази међу пет најпопуларнијих крузинг лука у источном Медитерану, заједно са Дубровником, Венецијом, Санторинијем и Родосом. У осталим црногорским градовима овај вид туризма је још у развоју.
Значајни елеменат културног туризма у Црној гори свакако чине музички фестивали. Међу најпознатијима су:
- Пјесма Медитерана, музички фестивал који се одржава сваког лета, од 1992. године у Будви,[86]
- Лејк фест, музички фестивал који се сваког лета, од 2010. године, одржава на обалама Крупачког језера поред Никшића,[87]
- СиРок фестивал, музички фестивал који се сваког лета, од 2011. године, одржава у Котору,[88]
- Си Денс фестивал, музички фестивал који се сваког лета, од 2014. године, одржава на територији Општине Будва.

## Верски туризам у Црној Гори
Црна Гора је једна од најпосјећенијих верских дестинација у региону. Захваљујући богатој историји, широм земље налазе се бројни манастири, цркве, џамије и катедрале. Међу најпознатијим и најпосећенијим верским објектима налазе се:

### Најзначајнији православни верски објекти
- Манастир Острог, једно од најпосећенијих светилишта на словенском југу.
- Цетињски манастир, задужбина Ивана Црнојевића, који је био владар државе Зете крајем 15. века. У последњих 500 година овај манастир је био седиште свих црногорских митрополита. Сматра се највећим центром црногорског образовања и културе током протеклих векова. У манастиру се чувају вредне реликвије - рука Светог Јована Крститеља, која је, према предању, крстила Исуса Христа, мошти Светог Петра Цетињског, честица Часног Крста Господњег, на којем је разапет Исус Христ и део моштију Светог Теодора Стратиланта чиме је и сам манастир једна од најбогатијих ризница хришћанског света. У згради Владиног дома на Цетињу у Плавој капели се чува и икона Пресвете Богородице Филермосе.
- Манастир Морача, један од најчувенијих историјских и културних споменика Црне Горе. Подигао га је Стефан Немањић, 1252. године. Опасан је високим каменим зидом, са конацима у дворишту, украшен фрескама и уметничким резбаријама. Легенда каже да је манастир зидан од жуте сиге (туфа) из Тушине, и да је народ створио колону дугу дан хода, коју су чинили мушкарци и жене и тако пребацивао жуту сигу од руке до руке. Манастир је вековима ио духовни, просветитељски, културни и ослободилачки центар.
- Манастир Ђурђеви ступови (Црна Гора), задужбина Стефана Немање и једна је од највећих светиња на овим просторима. Други ктитор манастира је био краљ Драгутин који је доградио манастирску цркву и осликао њену припрату. Ту је сахрањен 1316 године. Манастир је уврштен у Светску културну баштину и под заштитом је Унеска.[89]

### Најзначајнији католички верски објекти
- Катедрала Светог Трипуна у Котору, у самом центру Старог града, подигнута је 1166 године. Једна је од од старијих катедрала у Европи. Фреске којима је катедрала осликана датирају из 14. века. У овој катедрали, у ковчегу од сребрне оплате, почивају мошти светог Трипуна, заштитника града Котора.
- Црква Госпе од Шкрпјела, на истоименом острву у Бококоторском заливу, наспрам Пераста. Подигнута је 1630 године, на вештачком острву које су саградили перашки рибари. По легенди ови рибари су након бродолома пронашли на морској хриди икону Свете Богородице са Христом и заветовали се да ће на том месту саградити цркву која ће бити посвећена икони Богородице, заштитнице морнара и рибара.
- Црква Светог Николе у Котору, саграђена 1909. године.[89]

### Најзначајнији муслимански верски објекти
- Хусеин-пашина џамија у центру Пљеваља, изграђена у периоду између 1573. и 1594. године, заслугом Хусеин-паше Бољанића. Минарет џамије висок је 42 метра. Минарет на јужној страни је након удара грома 1911. године президан у виткији и виши, и данас је један од највиших минарета на Балкану. Међу књигама и рукописима у џамији налази се и рукописна књига Курана која је писана арапским писмом за коју се верује да потиче из 18. века.
- Стара џамија у Плаву, у оквиру некадашњег старог града, најстарија је грађевина у Плаву. Саграђена 1471. године, одмах по доласку Турака у овај крај.
- Скендер Чаушева џамија, изграђена током 15. века. Данас је једина активна џамија у Подгорици. У њој је седиште Месихата Исламске заједнице Црне Горе и других важних исламских институција. Како је уништавана у бројним бомбардовањима и ратним разарања, њен првобитни изглед није познат.[89]

## Крузинг и наутички туризам
Захваљујући свом великом културно-историјском благу Котор се нашао међу 5 најпопуларнијих крузинг лука у источном Медитерану. Први наутички туристи на јахтама почињу да свраћају у Которску луку почетком 70-их година 20. века, а за њима стижу и први већи бродови за крстарење, Од почетка 21. века број крузера који пристају у Котор и број туриста на њима у сталном је порасту, а крузери почињу да пристају и у луку Бар. Слично је и са туристима на приватним јахтама.
Графички приказ развоја крузинг туризма у Котору у периоду 2003—2015 године:
| Година | Број бродова присталих у Которску луку | Број гостију приспелих крузерима у Котор |
| ------ | -------------------------------------- | ---------------------------------------- |
| 2003   | око 50                                 | око 40.000                               |
| 2004   | око 70                                 | око 20.000                               |
| 2005   | око 150                                | око 40.000                               |
| 2006   | око 155                                | око 40.000                               |
| 2007   | око 175                                | око 50.000                               |
| 2008   | око 230                                | око 50.000                               |
| 2009   | око 260                                | око 75.000                               |
| 2010   | око 310                                | око 150.000                              |
| 2011   | око 320                                | око 190.000                              |
| 2012   | око 340                                | око 250.000                              |
| 2013   | око 380                                | око 320.000                              |
| 2014   | око 350                                | око 310.000                              |
| 2015   | око 400                                | око 440.000                              |

| Година | Број јахти присталих у Которску марину | Број путника приспелих на јахтама у Котор |
| ------ | -------------------------------------- | ----------------------------------------- |
| 2003   | око 600                                | око 2.500                                 |
| 2004   | око 750                                | око 2.000                                 |
| 2005   | око 780                                | око 3.000                                 |
| 2006   | око 1.000                              | око 4.500                                 |
| 2007   | око 1.200                              | око 6.000                                 |
| 2008   | око 1.100                              | око 6.000                                 |
| 2009   | око 1.100                              | око 5.000                                 |
| 2010   | око 1.100                              | око 5.000                                 |
| 2011   | око 1.200                              | око 6.000                                 |
| 2012   | око 1.450                              | око 6.000                                 |
| 2013   | око 1.500                              | око 6.500                                 |
| 2014   | око 1.600                              | око 7.500                                 |
| 2015   | око 1.550                              | око 7.000                                 |

Посебну атракцију представљају једнодневна крстарења бококоторским заливом, које се организују од почетка маја до краја септембра. Крстарење почиње у тиватској луци Пине. Пловидба почиње поред острва Свети Марко и Острва цвећа, приморских насеља Крашића и Роса и полуострва Луштица. Паузу прави на чувеној плажи Жањице, током које се обилази Плава шпиља. Даље се плови поред острва Мамула и полуострва Превлака до Херцег Новог, где се прави пауза за разгледање града. Пловидба се наставља поред Зеленике, Кумбора, Бијеле, до острва Госпа од шкрпјеле, преко пута Пераста. Овде се поново прави пауза за разгледање црквице, а после паузе наставља се за Котор, који је и завршна дестинација овог крстарења.
У понуди црногорског крузинг туризма налази се и услуга изнајмљивања бродова.

### Луке и Марине у Црној Гори
У Црној Гори постоје три луке и велики број марина, оспособљених да приме и веће туристичке јахте. Највећа лука је Лука Бар на југу, а остале две, Лука Котор и Лука Зеленика (у близини Херцег Новог) лоциране су у Бококоторском заливу. Током летње туристичке сезоне у Луку Котор долази велики број туристичких бродова — крузера најпознатијих компанија. Међу боље опремљене марине сврставају се оне у Улцињу, Бару, Будви, Тивту, Котору, Зеленики и Херцег Новом.